# Жја Лај
Жја Лај (виј. Gia Lai) је једна од 58 покрајина Вијетнама. Налази се у региону Централна Висораван. Заузима површину од 15.536,9 km². Према попису становништва из 2009. у покрајини је живело 1.274.412 становника. Главни град је Плеику.